# Grant (Name)
Grant ist ein englischer Familienname, der auch als Vorname verwendet wird.

## Herkunft und Bedeutung
Der Name stammt sowohl aus England als auch aus Schottland, und es gibt mehrere mögliche Ursprünge.

## Vorname
- Grant Achatz (* 1974), US-amerikanischer Chefkoch
- Grant Albrecht (* 1981), kanadischer Rennrodler
- Grant Aleksander (* 1959), US-amerikanischer Schauspieler
- Grant Allen (1848–1899), kanadisch-britischer Schriftsteller
- Grant Batty (* 1951), neuseeländischer Rugby-Union-Spieler
- Grant Fuhr (* 1962), kanadischer Eishockeyspieler
- Grant Green (1935–1979), US-amerikanischer Jazzgitarrist und Komponist
- Grant Gustin (* 1990), US-amerikanischer Schauspieler
- Grant Hackett (* 1980), australischer Schwimmer
- Grant Hanley (* 1991), schottischer Fußballspieler
- Grant Heslov (* 1963), US-amerikanischer Schauspieler
- Grant Hill (* vor 1978), australischer Filmproduzent
- Grant Hill (* 1972), US-amerikanischer Basketballspieler
- Grant Mitchell (1874–1957), US-amerikanischer Schauspieler
- Grant Moore, US-amerikanischer Jazzmusiker und Bandleader
- Grant Shaud (* 1961), US-amerikanischer Schauspieler
- Grant Stevens (* 1953), australischer Sänger und Komponist
- Grant Stewart (* 1971), kanadischer Jazzmusiker
- Grant Hendrik Tonne (* 1976), deutscher Politiker (SPD)
- Grant Wood (1891–1942), US-amerikanischer Maler des Realismus

## Familienname

### A
- Abbi Grant (* 1995), schottische Fußballspielerin
- Abraham P. Grant (1804–1871), US-amerikanischer Politiker
- Adam Grant (* 1981), US-amerikanischer Psychologe
- Adele Gerard Grant (1881–1969), US-amerikanische Botanikerin
- Adrian Grant (* 1980), englischer Squashspieler
- Alan Grant (1949–2022), schottischer Schriftsteller und Comicautor
- Alex Grant (Leichtathlet) (1874–1946), kanadischer Mittel- und Langstreckenläufer
- Alex Grant (Eishockeyspieler) (* 1989), kanadischer Eishockeyspieler
- Alex Grant (Fußballspieler) (* 1994), australischer Fußballspieler
- Alexander Grant (Kolonialgouverneur), britischer Kapitän, Gouverneur von Gambia
- Alexander Grant (Tänzer) (1925–2011), neuseeländischer Tänzer und Choreograph
- Alexander Grant, Geburtsname von Alex da Kid (* 1983), britischer Musikproduzent
- Alicia Rae Grant (* 1986), US-amerikanische Musikerin, siehe Pirate Shantyman and his Bonnie Lass
- Allean Grant (* 1983), Fußballspieler von den Cayman Islands
- Allie Grant (* 1994), US-amerikanische Schauspielerin
- Amy Grant (* 1960), US-amerikanische Sängerin
- Andy Grant (* 1984), vincentischer Leichtathlet
- Ann Grant (* 1955), simbabwische Hockeyspielerin
- Anne Grant (1755–1838), schottische Schriftstellerin
- Anthony Grant (* 1987), englischer Fußballspieler
- Antonio Grant (* 2000), panamaischer Leichtathlet
- Arthur Grant (1915–1972), englischer Kameramann
- Arthur Cuninghame Grant Duff (1861–1948), britischer Diplomat
- Audrey Joy Grant (* 1951), belizische Gouverneurin der Zentralbank
- Avram Grant (* 1955), israelischer Fußballtrainer

### B
- Bernhard Grant (1725–1796), deutsch-schottischer Benediktiner und Mathematiker
- Beth Grant (* 1949), US-amerikanische Schauspielerin
- Beverly Grant (Schauspielerin) (1936–1990), US-amerikanische Schauspielerin
- Beverly Grant (Leichtathletin) (* 1970), jamaikanische Leichtathletin
- Bill Grant (* 1946), US-amerikanischer Bodybuilder
- Bob Grant († 2013), US-amerikanischer Radiomoderator
- Bobby Grant (* 1990), englischer Fußballspieler
- Brea Grant (* 1981), US-amerikanische Schauspielerin
- Brian Grant (Regisseur), britischer Regisseur und Filmproduzent
- Brian Grant (Fußballspieler) (* 1964), schottischer Fußballspieler
- Brian Grant (Basketballspieler) (* 1972), US-amerikanischer Basketballspieler
- Bruce Grant (Biologe), amerikanischer Insektenkundler und Genetiker
- Bruce Grant (Saxophonist) (1949–2009), amerikanisch-französischer Jazzmusiker
- Bruce Grant (Bassist) (* 1952), amerikanischer Jazzmusiker
- Bruce Grant (Anthropologe), amerikanischer Anthropologe
- Bruce Grant (Skirennläufer) (1963–1995), neuseeländischer Skirennläufer
- Bryan Grant (1910–1986), US-amerikanischer Tennisspieler
- Bud Grant (1927–2023), US-amerikanischer American-Football-Spieler und -Trainer

### C
- C. H. B. Grant (1878–1958), britischer Ornithologe, siehe Claude Henry Baxter Grant
- Carlacia Grant (* 1991), US-amerikanische Schauspielerin
- Carrie Grant (* 1965), britische Sängerin
- Cary Grant (1904–1986), englisch-amerikanischer Schauspieler
- Chapman Grant (1887–1983), US-amerikanischer Zoologe, Historiker und Publizist
- Charles Grant (Politiker) (1746–1823), britischer Handelspolitiker
- Charles Grant, 1. Baron Glenelg (1778–1866), schottischer Politiker
- Charles Grant (General) (1877–1950), britischer General
- Charles Grant (Footballspieler, 1978) (* 1978), US-amerikanischer American-Football-Spieler
- Charles Grant (Footballspieler, 2002) (* 2002), US-amerikanischer American-Football-Spieler
- Charles L. Grant (1942–2006), britischer Schriftsteller
- Charlotte Grant (* 2001), australische Fußballspielerin
- Chasity Grant (* 2001), niederländische Fußballspielerin
- Ché Wolton Grant (* 1994), britischer Rapper, Songwriter und Musikproduzent, siehe AJ Tracey
- Chris Grant, US-amerikanischer Basketballfunktionär
- Ciara Grant (Fußballspielerin, 1978) (* 1978), irische Fußballspielerin
- Ciara Grant (Fußballspielerin, 1993) (* 1993), irische Fußballspielerin
- Clare Grant (* 1979), US-amerikanische Schauspielerin, Filmproduzentin, Sängerin und Model
- Claude Henry Baxter Grant (1878–1958), britischer Ornithologe
- Clinton Grant (1971–2014), Radsportler aus Trinidad und Tobago
- Colin Grant (* 1944), schottischer Fußballspieler
- Conor Grant (* 1995), englischer Fußballspieler
- Coot Grant (1893–nach 1948), US-amerikanische Sängerin, Gitarristin und Songwriterin
- Cuthbert Grant (1793–1854), kanadischer Politiker und Métis-Führer
- Cy Grant (1919–2010), guyanischer Schauspieler, Sänger und Autor

### D
- Dalton Grant (* 1966), englischer Leichtathlet
- Danny Grant (1946–2019), kanadischer Eishockeyspieler und -trainer
- David Grant (Poet) (1823–1886), schottischer Poet
- David Grant (Produzent) (1937–1991), britischer Filmproduzent
- David Grant (Reiserechtler) (* 1949), britischer Reiserechtler, Hochschullehrer und Herausgeber
- David Grant (Rugbyspieler) (1956–1994), australischer Rugbyspieler
- David Grant (Sänger) (* 1956), englischer Pop-Sänger
- David Grant (Fußballspieler) (* 1960), englischer Fußballspieler
- David Grant (Footballspieler, 1965) (* 1965), US-amerikanischer Footballspieler
- David Grant (Footballspieler, 1966) (* 1966), australischer Footballspieler
- David Grant (Moderator), schottischer Radiomoderator
- David Marshall Grant (* 1955), US-amerikanischer Schauspieler
- David Norvell Walker Grant (1891–1964), US-amerikanischer Offizier
- Derek Grant (Eishockeyspieler, 1974) (* 1974), kanadischer Eishockeyspieler
- Derek Grant (Schlagzeuger) (* 1977), US-amerikanischer Schlagzeuger
- Derek Grant (Eishockeyspieler, 1990) (* 1990), kanadischer Eishockeyspieler
- Derrick Grant (* 1938), schottischer Rugby-Union-Spieler
- Dick Grant (1878–1958), kanadischer Langstreckenläufer
- Donny Grant (* 1976), costa-ricanischer Fußballspieler
- Duncan Grant (1885–1978), schottischer Maler
- Duncan Grant (Ruderer) (* 1980), neuseeländischer Ruderer

### E
- Earl Grant (1933–1970), US-amerikanischer Musiker
- Ebenezer Grant (1882–1961), englischer Fußballspieler
- Eddy Grant (* 1948), britischer Musiker
- Edward Grant (Pädagoge) (um 1546–1601), englischer Pädagoge und Verfasser lateinischer Gedichte
- Edward Grant (Isaac Blank; 1913–2006), südafrikanisch-englischer trotzkistischer Theoretiker und Autor, siehe Ted Grant
- Edward Grant (Historiker) (1926–2020), US-amerikanischer Wissenschaftshistoriker
- Elizabeth Grant of Carron (1745/1746–1828), schottische Liederdichterin
- Elizabeth Grant of Rothiemurchus (genannt The Highland Lady; 1797–1885), schottische Tagebuchautorin
- Elizabeth Woolridge Grant, Geburtsname von Lana Del Rey (* 1985), US-amerikanische Sängerin
- Evelyn Mountstuart Grant Duff (1863–1926), britischer Diplomat

### F
- Faye Grant (* 1957), US-amerikanische Schauspielerin
- Francis Grant (1803–1878), schottischer Maler
- Frederick Dent Grant (1850–1912), US-amerikanischer General und Diplomat

### G
- Gabriel Grant (1826–1909), US-amerikanischer Arzt
- Gareth Grant (* 1980), englischer Fußballspieler
- Gary Grant (* 1977), britischer Schauspieler
- Gavin Grant (Tierschützer) (* 1955), britischer Tierschützer und PR-Fachmann
- Gavin Grant (Fußballspieler) (* 1984), englischer Fußballspieler
- Gavin J. Grant, schottischer Science-Fiction-Autor
- George Grant (Fußballspieler, 1891) (1891–1947), englischer Fußballspieler
- George Grant (Fußballspieler, II), schottischer Fußballspieler
- George Grant (Philosoph) (1918–1988), kanadischer Philosoph
- George Grant (Sänger) (Pepe Grant; 1937–2016), US-amerikanischer Sänger
- George B. Grant (1849–1917), amerikanischer Maschinenbauingenieur
- George Davidson Grant (1870–1915), kanadischer Politiker
- George M. Grant (1897–1982), US-amerikanischer Politiker
- Giovanni Grant (* 2002), Fußballspieler der Britischen Jungferninseln
- Glen Grant (Historiker) (1947–2003), US-amerikanischer Historiker
- Glen Grant (Leichtathlet) (* 1953), britischer Mittelstreckenläufer
- Gogi Grant (1924–2016), US-amerikanische Sängerin

### H
- H. Roger Grant (1943–2023), US-amerikanischer Historiker und Autor
- Hal Grant (1931–1997), US-amerikanischer Jazzmusiker und Musikproduzent, siehe Harold Granowsky
- Haroldo Grant, argentinischer Fußballspieler
- Harry Grant (Rennfahrer) (Harold Fletcher Grant; 1877–1915), US-amerikanischer Automobilrennfahrer
- Harry Grant (Radsportler) (1907–1993), britischer Radrennfahrer
- Harry Grant (Fußballspieler) (* 1993), englischer Fußballspieler
- Harvey Grant (* 1965), US-amerikanischer Basketballspieler
- Heathcoat Grant (1864–1938), britischer Admiral
- Heber J. Grant (1856–1945), US-amerikanischer Kirchenpräsident
- Henry Fane Grant (1848–1919), britischer Offizier
- Hope Grant (1808–1875), britischer General
- Horace Grant (* 1965), US-amerikanischer Basketballspieler
- Howard Grant (* 1966), kanadischer Boxer
- Hugh Grant (Manager) (* 1958), schottischer Wirtschaftsmanager
- Hugh Grant (* 1960), britischer Schauspieler
- Hugh J. Grant (1858–1910), US-amerikanischer Politiker

### I
- Imogen Grant (* 1996), britische Ruderin
- Ingrid Grant (* 1964), britische Skirennläuferin
- Isabel Grant (* 1916), australische Leichtathletin

### J
- James Grant (General) (1720–1806), britischer General
- James Grant, 8. Baronet (1738–1811), schottischer Adliger und Politiker
- James Grant (Seefahrer) (1772–1833), britischer Seefahrer und Entdecker
- James Grant (Politiker, 1812) (1812–1891), US-amerikanischer Jurist, Verkehrsmanager und Politiker
- James Grant (Schriftsteller) (1822–1887), schottischer Schriftsteller
- James Grant (Rugbyspieler) (* 1964), australischer Rugby-League-Spieler
- James Dundas-Grant (1854–1944), britischer HNO-Arzt
- James Alexander Grant (1831–1920), kanadischer Arzt und Politiker
- James Augustus Grant (1827–1892), schottischer Entdecker und Afrikaforscher
- James Benton Grant (1848–1911), US-amerikanischer Politiker
- James Edward Grant (1905–1966), US-amerikanischer Drehbuchautor und Filmregisseur
- James M. Grant, eigentlicher Name von Grant James (Schauspieler) (1935–2022), US-amerikanischer Schauspieler und Synchronsprecher
- James P. Grant (1922–1995), US-amerikanischer Diplomat
- James Shaw Grant (1910–1999), britischer Journalist und Herausgeber
- James W. Grant (James William Grant; * 1943), US-amerikanischer Politiker
- James William Grant (Astronom) (1788–1865), britischer Astronom
- Jane Grant (1892–1972), US-amerikanische Journalistin und Feministin
- Jeff Grant (* 1958), neuseeländischer Politiker
- Jenessa Grant (* 1988), kanadische Schauspielerin
- Jennifer Grant (* 1966), US-amerikanische Schauspielerin
- Jerami Grant (* 1994), US-amerikanischer Basketballspieler
- Jim Grant (Baseballspieler) (James Ronald Grant; 1894–1985), US-amerikanischer Baseballspieler
- Jim Grant (Curler), kanadischer Curler
- Jim Grant (Golfspieler), US-amerikanischer Golfspieler
- Jim Grant (* 1954), britisch-US-amerikanischer Schriftsteller, siehe Lee Child
- Joan Grant (1907–1989), englische Schriftstellerin
- Joe Grant (1908–2005), US-amerikanischer Comic-Autor
- Joel Grant (* 1987), jamaikanischer Fußballspieler
- Johann von Grant (1710–1764), schottischer Generalmajor
- Johannes Grant, deutscher Ingenieur
- John Grant (Uhrmacher) († 1810), englischer Uhrmacher
- John Grant (Filmproduzent) (1891–1955), US-amerikanischer Drehbuchautor, Schauspieler und Produzent
- John Grant (Fußballspieler, 1891) (1891–1974), englischer Fußballspieler
- John Grant (Schriftsteller, 1930) (1930–2014), schottischer Schriftsteller und Illustrator, Verfasser der Littlenose-Serie
- John Grant (Fußballspieler, 1931) (1931–2021), schottischer Fußballspieler
- John Grant (Schriftsteller, 1933) (Pseudonym Jonathan Gash; * 1933), britischer Tropenmediziner und Schriftsteller, Verfasser der Lovejoy-Kriminalromanserie
- John Grant (Schriftsteller, 1949) (eigentlich Paul Le Page Barnett, 1949–2020), schottischer Science-Fiction-Autor
- John Grant (Sänger) (* 1968), US-amerikanischer Singer-Songwriter
- John Grant (Fußballspieler, 1981), englischer Fußballspieler
- John Charles Boileau Grant (1886–1973), britischer Anatom
- John Gaston Grant (1858–1923), US-amerikanischer Politiker
- John N. Grant (* 1940), kanadischer Altphilologe
- John Peter Grant (Politiker) (1774–1848), schottischer Politiker
- John Peter Grant (Gouverneur) (1807–1893), britischer Kolonialverwalter und Gouverneur von Jamaika
- Johnny Grant (1923–2008), US-amerikanischer Schauspieler und Produzent
- Jorge Grant (* 1994), englischer Fußballspieler
- José Luís Grant (* 1983), honduranischer Fußballspieler
- Julia Grant (1826–1902), US-amerikanische First Lady
- Julia Grant (Triathletin), neuseeländische Triathletin
- Julie Grant (* 1946), britische Sängerin
- Julius Grant (Theaterunternehmer), australischer Theaterunternehmer
- Julius Grant (Forensiker) (1901–1991), britischer Forensiker

### K
- Kae Grant (* um 1930), kanadische Badmintonspielerin
- Kate Jennings Grant (* 1970), US-amerikanische Schauspielerin
- Kathryn Grant (1933–2024), US-amerikanische Schauspielerin
- Karlan Grant (* 1997), englischer Fußballspieler
- Keaton Grant (* 1986), US-amerikanischer Basketballspieler
- Kelly Grant (1957–2021), US-amerikanischer Basketballspieler und -trainer
- Kenneth Grant (Okkultist) (1952–1945), britischer Okkultist
- Kenneth Grant (Footballspieler) (* 2003), US-amerikanischer Footballspieler
- Kenny Grant Senior, schwedisch US-amerikanischer Basketballspieler und -trainer
- Kenny Grant (* 1982), schwedisch US-amerikanischer Basketballspieler und -trainer
- Ketewan Arachamia-Grant (* 1968), georgische Schachspielerin
- Kevin Grant (Fußballspieler) (* 1952), britisch-kanadischer Fußballspieler
- Kevin Grant (Eishockeyspieler) (* 1969), kanadischer Eishockeyspieler
- Kilian Grant (* 1994), spanischer Fußballspieler
- Kim Grant (Schauspieler), Schauspieler
- Kim Grant (Regisseur), Theaterregisseur
- Kim Grant (Kunsthistorikerin) (Kim Tracy Grant; * 1962), US-amerikanische Kunsthistorikerin
- Kim Grant (Tennisspielerin) (* 1971), südafrikanische Tennisspielerin
- Kim Grant (Fußballspieler) (Tyrone Kimberley Grant; * 1972), ghanaisch-englischer Fußballspieler und -trainer
- Kim Grant (Schauspielerin), Schauspielerin und Drehbuchautorin
- Kirby Grant (1911–1985), US-amerikanischer Schauspieler

### L
- Lawrence Grant (eigentlich Percy Reginald Lawrence-Grant; 1870–1952), britischer Schauspieler
- Lee Grant (* 1925), US-amerikanische Schauspielerin und Regisseurin
- Lee Grant (Snookerspieler), englischer Snookerspieler
- Lee Grant (Fußballspieler, 1983) (* 1983), englischer Fußballtorhüter
- Lee Grant (Fußballspieler, 1985) (* 1985), englischer Fußballspieler
- Lesley Grant, US-amerikanische Schauspielerin
- Linda Grant (Schriftstellerin, 1942) (* 1942), Pseudonym der US-amerikanischen Schriftstellerin Linda VerLee Williams
- Linda Grant (* 1951), britische Schriftstellerin und Journalistin
- Linda Grant DePauw (* 1940), US-amerikanische Neuzeithistorikerin
- Lloyd Grant (* 1961), jamaikanischer Gitarrist, unter anderem der Band Metallica

### M
- Madison Grant (1865–1937), US-amerikanischer Rechtsanwalt und Eugeniker
- Marian Grant, vincentischer Fußballspieler
- Mark Lyall Grant (* 1956), britischer Diplomat und Regierungsbeamter, Ständiger Vertreter bei den Vereinten Nationen, Unternehmensberater
- Marshall Grant (1928–2011), US-amerikanischer Bassist
- Mary Pollock Grant (1876–1957), schottisch-britische Suffragette, Politikerin, Missionarin und Polizistin
- Michael Grant (1914–2004), englischer Altphilologe und Althistoriker
- Michael Grant (Schriftsteller) (* 1954), US-amerikanischer Schriftsteller
- Michael Grant (Tennisspieler) (* 1956), US-amerikanischer Tennisspieler
- Michael Grant (Musiker) (* 1969), britischer Musiker, siehe Musical Youth
- Michael Grant (Boxer) (* 1972), US-amerikanische Boxer
- Michael Grant (Sänger) († 2012), US-amerikanischer Metal-Sänger
- Mick Grant (* 1944), britischer Motorradrennfahrer
- Moray Grant (1917–1977), britischer Kameramann
- Mountstuart Elphinstone Grant Duff (1829–1906), schottischer Politiker (u. a. Gouverneur von Madras) und Autor
- Mudcat Grant (1935–2021), US-amerikanischer Baseball-Pitcher der Major League Baseball (MLB)

### N
- Natalie Grant (* 1971), US-amerikanische Sängerin christlicher Musik
- Nellie Grant (1855–1922), Tochter des 18. Präsidenten der Vereinigten Staaten Ulysses S. Grant
- Nia Grant (* 1993), US-amerikanische Volleyballspielerin
- Nicky Grant (* 1976), schottische Fußballspielerin
- Nyamekye Awortwie-Grant (* 2000), deutscher Fußballspieler

### O
- Olivia Grant (* 1983), britische Schauspielerin
- Oliver Grant (* 1933), schottischer Rugby-Union-Spieler
- Oscar Grant III (1986–2009), US-amerikanisches Polizeiopfer, siehe Tötung von Oscar Grant durch Polizisten
- Otis Grant (* 1967), kanadischer Boxer

### P
- Paa Grant (1878–1956), ghanaischer Politiker und Unternehmer
- Pablo Grant (1997–2024), deutscher Schauspieler und Rapper
- Paul Grant (Schauspieler, I), britischer Schauspieler
- Paul Grant (Bodybuilder) (1943–2003), walisischer Bodybuilder
- Paul Grant (Musiker, 1951) (* 1951), US-amerikanischer Musiker
- Paul Grant (Schauspieler, um 1966) (1966/1967–2023), britischer Schauspieler
- Paul Grant, britischer Gitarrist, Mitglied von 3 Colours Red
- Paul Grant (Basketballspieler) (Paul Edward Grant; * 1974), US-amerikanischer Basketballspieler
- Paul Grant (Rugbyspieler) (* 1987), neuseeländischer Rugby-Union-Spieler
- Paul Grant (Fußballspieler) (* 1993), schottischer Fußballspieler
- Peggy Grant (* um 1930), australische Badmintonspielerin
- Peter Grant (Fußballspieler, 1879) (1879–1937), schottischer Fußballspieler
- Peter Grant (Produzent) (1935–1995), britischer Musikproduzent
- Peter Grant (Ornithologe) (1943–1990), britischer Ornithologe
- Peter Grant (Leichtathlet) (* 1954), australischer Hürdenläufer
- Peter Grant (Szenenbildner) (* 1955), dänischer Szenenbildner
- Peter Grant (Politiker) (* 1960), schottischer Politiker
- Peter Grant (Fußballspieler, 1965) (* 1965), schottischer Fußballspieler und -trainer
- Peter Grant (Schlagzeuger) (* um 1960), US-amerikanischer Schlagzeuger
- Peter Grant (Fußballspieler, 1994) (* 1994), schottischer Fußballspieler
- Peter Raymond Grant (* 1936), britischer Evolutionsbiologe und Zoologe

### R
- Rachel Grant (Rachel Louise Grant de Longueuil; * 1977), philippinische Schauspielerin und Model
- Rebecca Grant (Schauspielerin, 1968) (* 1968), US-amerikanische Schauspielerin
- Rebecca Grant (Schauspielerin, 1982) (* 1982), britische Schauspielerin, Sängerin und Tänzerin
- Reg G. Grant (* 1949), britischer Historiker und Autor
- Rhoda Grant (* 1963), schottische Politikerin
- Rhyan Grant (* 1991), australischer Fußballspieler
- Richard Grant (Erzbischof) († 1231), Erzbischof von Canterbury
- Richard Grant, eigentlicher Name von Dick Grant (1878–1958), kanadischer Langstreckenläufer
- Richard Grant (Schriftsteller) (* 1952), US-amerikanischer Schriftsteller
- Richard E. Grant (* 1957), britischer Schauspieler
- Richard E. Grant (Paläontologe) (1927–1994), amerikanischer Paläontologe
- Richard H. Grant, britischer Bergsteiger
- Richard Sturge Grant (* 1945), neuseeländischer Diplomat
- Richie Grant (* 1997), US-amerikanischer Footballspieler
- Robert Grant (Politiker) (1780–1838), britischer Politiker und Rechtsanwalt
- Robert Grant (Soldat) (1837–1874), britischer Soldat
- Robert Grant (Schriftsteller) (1852–1940), US-amerikanischer Richter und Schriftsteller
- Robert Grant (Pastor) (* 1936), US-amerikanischer Pastor
- Robert Grant (Leichtathlet) (* 1996), italienischer Sprinter
- Robert Grant, Geburtsname von Ramesvara Swami, US-amerikanischer Guru und Betrüger
- Robert Grant-Ferris, Baron Harvington (1907–1997), britischer Politiker
- Robert A. Grant (1905–1998), US-amerikanischer Politiker
- Robert Edmond Grant (1793–1874), britischer Biologe
- Rochard Grant (* 2006), anguillanischer Fußballspieler
- Roddy Grant (* 1966), schottischer Fußballspieler
- Rodgers Lee Grant (1936–2012), US-amerikanischer Jazzpianist, Arrangeur und Komponist
- Rodney A. Grant (* 1959), US-amerikanischer Schauspieler
- Roel Grant (* 1983), belgischer Fußballspieler
- Ronald M. Grant (1871–1910), US-amerikanischer Organist und Kirchenmusiker
- Rosemary Grant (* 1936), britische Biologin
- Ruby Grant (* 2002), englische Fußballtorhüterin
- Ryan Grant (* 1990), US-amerikanischer American-Football-Spieler

### S
- Saginaw Grant (1936–2021), US-amerikanischer Schauspieler indigener Abstammung
- Salim Grant (* 1977), US-amerikanischer Schauspieler und Musiker
- Sasha Grant (* 2002), italienischer Basketballspieler
- Seth Grant, australischer Neurowissenschaftler und Molekularbiologe
- Shaun Grant, australischer Drehbuchautor
- Shauna Grant (1963–1984), US-amerikanische Pornodarstellerin
- Shiela Grant Duff (1913–2004), britische Widerstandskämpferin und Autorin
- Shelby Grant (1936–2011), US-amerikanische Schauspielerin
- Stephen Grant (* 1977), irischer Fußballspieler
- Sterling Grant (* 1987), US-amerikanische Skirennläuferin
- Susannah Grant (* 1963), US-amerikanische Drehbuchautorin
- Suzanne Grant (* 1984), schottische Fußballspielerin

### T
- Taran Grant (* 1972), kanadischer Herpetologe
- Ted Grat (Edward Grant, Isaac Blank; 1913–2006), südafrikanisch-englischer trotzkistischer Theoretiker und Autor
- Thomas Grant, jamaikanischer Fußballspieler
- Tom Grant (* 1946), US-amerikanischer Jazzmusiker
- Tom Grant (Filmproduzent), Filmproduzent
- Travis Grant (* 1983), guyanischer Fußballspieler
- Tyra Caterina Grant (* 2008), US-amerikanische Tennisspielerin

### U
- Ulysses S. Grant (1822–1885), US-amerikanischer General und Politiker, Präsident 1869 bis 1877
- Ulysses S. Grant IV (1893–1977), US-amerikanischer Zoologe und Paläontologe
- Uriah Grant (* 1961), jamaikanischer Boxer

### V
- Verne Edwin Grant (1917–2007), nordUS-amerikanischer Botaniker

### W
- Walter Grant (1875–??), italienischer Schauspieler
- Wendy Grant (* 1937), australische Turnerin
- William Grant, Lord Grant (1909–1972), schottischer Richter und Politiker
- William D. Grant, britischer Mikrobiologe
- William Robert Ogilvie-Grant (1863–1924), schottischer Ornithologe
- Wkitey Grant († 2010), US-amerikanischer Sänger und Gitarrist
- Wyn Grant (* 1947), britischer Politikwissenschaftler

### Fiktive Personen
- Lou Grant, Figur einer US-amerikanischen Fernsehserie